# Nairne (cratère)
Pour les articles homonymes, voir Nairne.
Nairne est un cratère d'impact à la surface de Mercure. 
Le cratère fut ainsi nommé par l'Union astronomique internationale en 2022 en hommage à l'autrice-compositrice écossaise Carolina Nairne (1766-1845). 
Son diamètre est de 56 km. Il se situe dans le quadrangle de Bach (quadrangle H-15) de Mercure.